# Tinder
Tinder je društvena mreža za upoznavanje osoba dostupna od 12. rujna 2012. Aplikacija koristi geografsku lokaciju za povezivanje korisnika prema preferencijama spola, udaljenosti i seksualne orijentacije, što omogućava pretraživanje profila potencijalnih partnera.
Tinder je u 2024. godini brojao 60 milijuna aktivnih korisnika godišnje. Aplikacija je u Hrvatskoj krajem 2023. imala oko 55 tisuća aktivnih korisnika.

## Korištenje
Korisnici mogu izraditi vlastiti profil na kojem se prikazuju podaci o njihovom spolu, dobi, obrazovanju, interesima i slično. 
Korisnici aplikacije povezuju se putem tzv. »svajpanja« (eng. swipe), tj. korisnik prilikom pregleda profila ostalih korisnika prelazi prstom udesno (swipe right) za korisnike koji mu se sviđaju, odnosno ulijevo (swipe left) za korisnike koji ga ne interesiraju. Korisnici mogu započeti razgovor tek kada »svajpanjem« označe da su zainteresirani jedan za drugoga. 

## Istraživanja

### Korisnici
Većinu korisnika Tindera čine muškarci, koji su 2019. godine u Ujedinjenom Kraljevstvu predstavljali 85 % korisnika. Iste su godine u SAD-u žene predstavljale 25 % korisnika. Prema istraživanjima iz 2023., jedna trećina korisnika Tindera bila je u vezi ili braku.

### Društveni utjecaj
Tinder je od 2012. godine značajno utjecao na promjenu obrasca upoznavanja, pridonijevši tome da se internetsko povezivanje ustali kao dominantan oblik započinjanja romantičnih odnosa.
Brojna istraživanja ukazuju na to da korištenje aplikacija za upoznavanje, uključujući Tinder, može biti povezano s negativnim ishodima za mentalno zdravlje. Najčešće se ističu povećani rizici od depresije, anksioznosti i smanjenog samopouzdanja, pri čemu važnu ulogu imaju učestale usporedbe s drugim korisnicima te ograničena prisutnost neposredne, osobne komunikacije. Neki korisnici, s druge strane, navode da im aplikacije poput Tindera pomažu u povećanju samopouzdanja u situacijama kada od drugih korisnika dobe potvrdu vlastite privlačnosti.